# Julia Lohoff
Julia Lohoff (nata Wachaczyk; Bielefeld, 13 aprile 1994) è una tennista tedesca.

## Carriera
Julia Lohoff ha vinto 9 titoli in singolare e 33 titoli in doppio nel circuito ITF in carriera. Il 3 aprile 2017, ha raggiunto il best ranking mondiale nel singolare, n. 338; mentre il 28 febbraio 2022 ha raggiunto il miglior piazzamento mondiale nel doppio, n.61.

## Statistiche WTA

### Doppio

#### Vittorie (1)
| Legenda               |
| --------------------- |
| Grande Slam (0)       |
| Ori Olimpici (0)      |
| WTA Finals (0)        |
| Premier Mandatory (0) |
| Premier 5 (0)         |
| Premier (0)           |
| International (1)     |

| N. | Data         | Torneo                                  | Superficie  | Compagna         | Avversarie in finale                      | Punteggio |
| 1. | 8 marzo 2020 | Open 6ème Sens Métropole de Lyon, Lione | Cemento (i) | Laura Ioana Paar | Lesley Pattinama Kerkhove Bibiane Schoofs | 7-5, 6-4  |

## Circuito WTA 125

### Doppio

#### Vittorie (1)
| N. | Data             | Torneo          | Superficie  | Compagna     | Avversarie in finale                  | Punteggio   |
| 1. | 18 novembre 2023 | LP Open, Colina | Terra rossa | Conny Perrin | Lucciana Pérez Alarcón Daniela Seguel | 7-6(4), 6-2 |

#### Sconfitte (1)
| N. | Data             | Torneo                         | Superficie  | Compagna     | Avversarie in finale        | Punteggio        |
| 1. | 25 novembre 2023 | MundoTenis Open, Florianópolis | Terra rossa | Conny Perrin | Sara Errani Léolia Jeanjean | 5-7, 6-3, [7-10] |